# Tresham
Tresham – wieś w Anglii, w hrabstwie Gloucestershire, w dystrykcie Stroud. Leży 28 km na południe od miasta Gloucester i 151 km na zachód od Londynu.